# Desperados 2: Cooper’s Revenge
Desperados 2: Cooper’s Revenge ist ein Echtzeit-Taktikspiel mit einem Fokus auf Stealth des deutschen Entwicklers Spellbound und erschien im April 2006 für Windows. Es ist der Nachfolger zu Desperados: Wanted Dead or Alive. Das Spiel wurde von Atari veröffentlicht.

## Handlung
John Cooper findet seinen Bruder Ross, der ein US Marshal ist, sterbend auf, ermordet von den Männern eines Bandenbosses, der nur als „Angel Face“ bekannt ist. Cooper folgt den Spuren der Verbrecherbande und stößt dabei auf die Machenschaften des skrupellosen Eisenbahnunternehmers Lester Lloyd Goodman. Dieser will sich Indianerland aneignen und arbeitet dabei auch mit US-Kavalleriesoldaten zusammen. Dabei erhält er Unterstützung von einem neuen Verbündeten, dem Häuptlingssohn Hawkeye, der wegen seines Wissens über die Verbrecherbande in Fort Wingate festgehalten wird.

## Spielprinzip
Desperados 2 behält das Spielprinzip des Vorgängers bei. Der Spieler steuert in 18 Missionen sein Team mit Spezialfähigkeiten (John Cooper, Sam Williams, Doc McCoy, Kate O’Hara, Pablo Sanchez), die weitestgehend schon aus dem Vorgänger bekannt sind. Lediglich die Figur Mia Yung wurde ersetzt durch den Indianer Hawkeye. Die 3D-Engine erlaubt neben einer isometrischen Überblicksperspektive nun auch freien Zoom und das Drehen der Kamera.

## Entwicklung
2003 wurde bekannt, dass Spellbound an einem Nachfolger zu Desperados arbeitet. Nach den spielerisch ähnlichen 2D-Titeln Robin Hood – Die Legende von Sherwood (2002) und Chicago 1930 (2003) wechselte Spellbound für sein neues Spiel zur Vision-3D-Engine von Trinigy.

## Rezeption
Das Spiel erhielt gemischte Kritiken (Metacritic: 66 von 100). GameStar bezeichnete Desperados 2 als stimmungsvoll, aber „elend schwer“. Auch PC Games kritisierte den hohen Schwierigkeitsgrad und technische Mängel, lobte aber die Umsetzung des Western-Settings sowie das abwechslungsreiche Missionsdesign. 4Players kritisierte die Gegner-KI.

“There just aren't enough Commandos-style games around these days for fans to be picky, and Desperados 2 offers a compelling Old West setting that feels remarkably fresh beside the glut of World War 2 and fantasy settings we normally see. Still, when you consider all the frustrations that come with it, it's a half-hearted recommendation at best, particularly when the original Desperados was so much more satisfying.”

„Es gibt für die Fans heutzutage nicht genügend Spiele im Stile von Commandos, um wählerisch zu sein, und Desperados 2 bietet ein überzeugendes Alter-Westen-Szenario, das sich erstaunlich frisch anfühlt neben dem Überangebot an Zweiter-Weltkrieg- und Fantasy-Szenarien, die wir normalerweise bekommen. Dennoch, wenn man die gesamte Frustration bedenkt, die damit einhergeht, ist es bestenfalls eine halbherzige Empfehlung besonders wenn das ursprüngliche Desperados viel zufriedenstellender war.“

## Fortsetzungen
Auf der Games Convention 2006 präsentierte Spellbound eine Erweiterung für Desperados 2 mit dem Titel Desperados 2: Conspiracy. Allerdings kam es zur Trennung vom bisherigen Vertriebspartner Atari, weshalb die Erweiterung 2007 als allein lauffähiger Titel auf den Markt kam. Da die Namensrechte bei Atari lagen, erschien das Spiel unter dem Titel Helldorado.
Auf der Gamescom 2018 kündigte der Publisher THQ Nordic, welcher zwischenzeitlich die Rechte an der Reihe übernommen hatte, den Nachfolger Desperados 3 an. Das Spiel wurde vom Entwicklerstudio Mimimi entwickelt und erschien 2020.